# E. J. Holub
Emil Joseph Holub (Schulenburg, Texas, 1938. január 5. – 2019. szeptember 21.) Super Bowl-győztes amerikai amerikaifutball-játékos.

## Pályafutása
A Texas Tech University csapatában játszott. 1961–62-ben a Dallas Texans, 1963 és 1970 között a Kansas City Chiefs játékosa volt. 1970-ben Super-Bowl-győztes lett a Chiefs együttesével. Pályafutása alatt három a AFL bajnoki címet szerzett és ötször választották az AFL All-Star csapatába.

## Sikerei, díjai
- Super Bowl
  - győztes: 1970
- AFL
  - győztes (3): 1962, 1966, 1969
- 5× AFL All-Star (1961, 1962, 1964–1966)
- Kansas City Chiefs Hall of Fame